# (1185) Nikko
(1185) Nikko est un astéroïde de type S de la ceinture principale, découvert le 17 novembre 1927 par l'astronome japonais Okuro Oikawa à l'Observatoire astronomique national du Japon, Tokyo.
L'astéroïde est nommé d'après la ville japonaise de Nikkō.